# Ingrid Noll

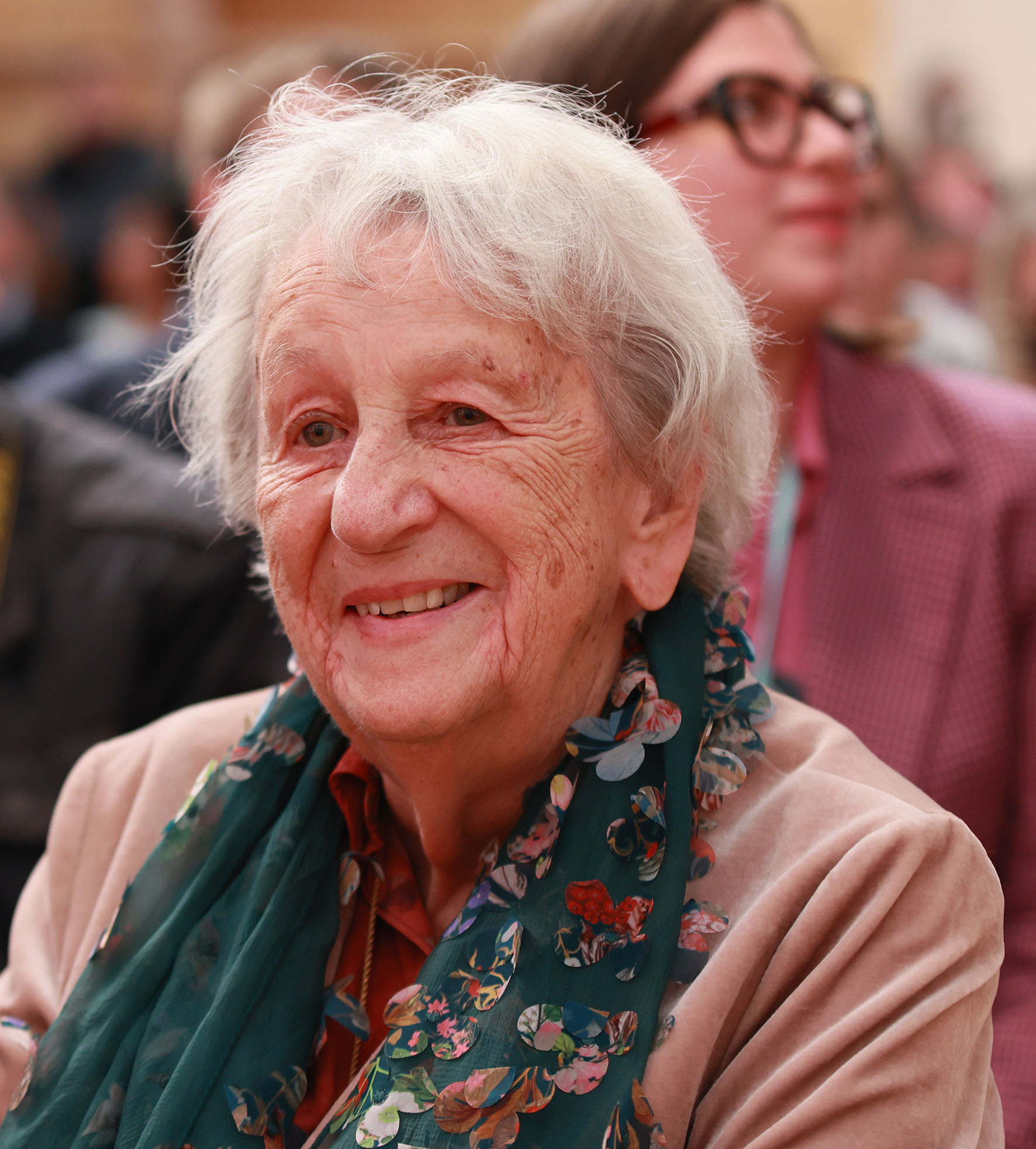
Ingrid Noll in Frankfurt am Main, 2022

Ingrid Noll (* 29. September 1935 in Shanghai; verheiratete Ingrid Gullatz) ist eine deutsche Schriftstellerin. Sie gilt als eine der erfolgreichsten deutschen Krimi-Autoren der Gegenwart. Ihre Bücher wurden in 27 Sprachen übersetzt.

## Leben
Ingrid Noll wuchs zusammen mit drei Geschwistern (zwei Schwestern und einem Bruder) als Tochter eines wohlhabenden deutschen Arztes in Nanjing auf. Dort wurden sie und ihre Geschwister von den Eltern unterrichtet. 1949 kehrte die Familie mit dem letzten Schiff aus Nanjing nach Deutschland zurück. In Bad Godesberg besuchte Noll bis 1954 ein katholisches Mädchengymnasium (damals Studienanstalt St. Antonius, heute Clara-Fey-Gymnasium). Ihr Berufswunsch, Journalistin zu werden, endete mit einem Vorstellungsgespräch bei Time Life abrupt. Darauf begann sie ein Lehramtsstudium an der Universität Bonn in Germanistik und Kunstgeschichte ohne Studienabschluss.
1959 heirateten Ingrid Noll und der Arzt Peter Gullatz. Der Ehe entstammen drei Kinder – ein Sohn ist der Film- und Theaterkomponist Biber Gullatz. Der Schauspieler Kai Noll ist ein Neffe, die Filmwissenschaftlerin Christine Noll Brinckmann eine jüngere Schwester. Ihr Ehemann starb im Jahr 2021.
Vor ihrer Schriftstellerkarriere versorgte Ingrid Noll ihre Kinder und den Haushalt, arbeitete in der Praxis ihres Ehemannes mit, betreute ihre Mutter, die 106 Jahre alt wurde, und begann in der wenigen verbliebenen Zeit das Schreiben. Nachdem die Kinder das Haus verlassen hatten, erschien 1991 ihr Debütroman Der Hahn ist tot. Der Roman wurde auf Anhieb ein großer Erfolg. Im Mittelpunkt ihrer Werke stehen Frauen verschiedenen Alters, die sich auf unkonventionelle Weise ihrer Ehemänner oder Liebhaber entledigen.
Ingrid Noll lebt in Weinheim an der Badischen Bergstraße. Viele ihrer Kriminalromane spielen im Rhein-Neckar-Raum, z. B. in den Städten Mannheim und Heidelberg.
Am 20. Februar 2025 bekam Ingrid Noll im Rathaus ihrer Heimatstadt Weinheim das Bundesverdienstkreuz mit Urkunde, datiert auf den 24. Juni 2024, von Kunst- und Wissenschaftsministerin Petra Olschowski verliehen.

## Auszeichnungen
- 1994: Friedrich-Glauser-Preis der Autorengruppe deutschsprachige Kriminalliteratur – Das Syndikat für Die Häupter meiner Lieben
- 2002: Verdienstmedaille des Landes Baden-Württemberg
- 2005: Glauser-Ehrenpreis der Autorengruppe deutschsprachige Kriminalliteratur – Das Syndikat „für besondere Verdienste einer Person um die deutschsprachige Kriminalliteratur“
- 2016: „Ehrenkommissarin“ der Bonner Polizei[7]
- 2019: „Ehrenkriminalhauptkommisarin“ der Mannheimer Polizei[8]
- 2023:  Ehrenbürgerin von Weinheim[9]
- 2024: Bundesverdienstkreuz am Bande[10]

## Werke

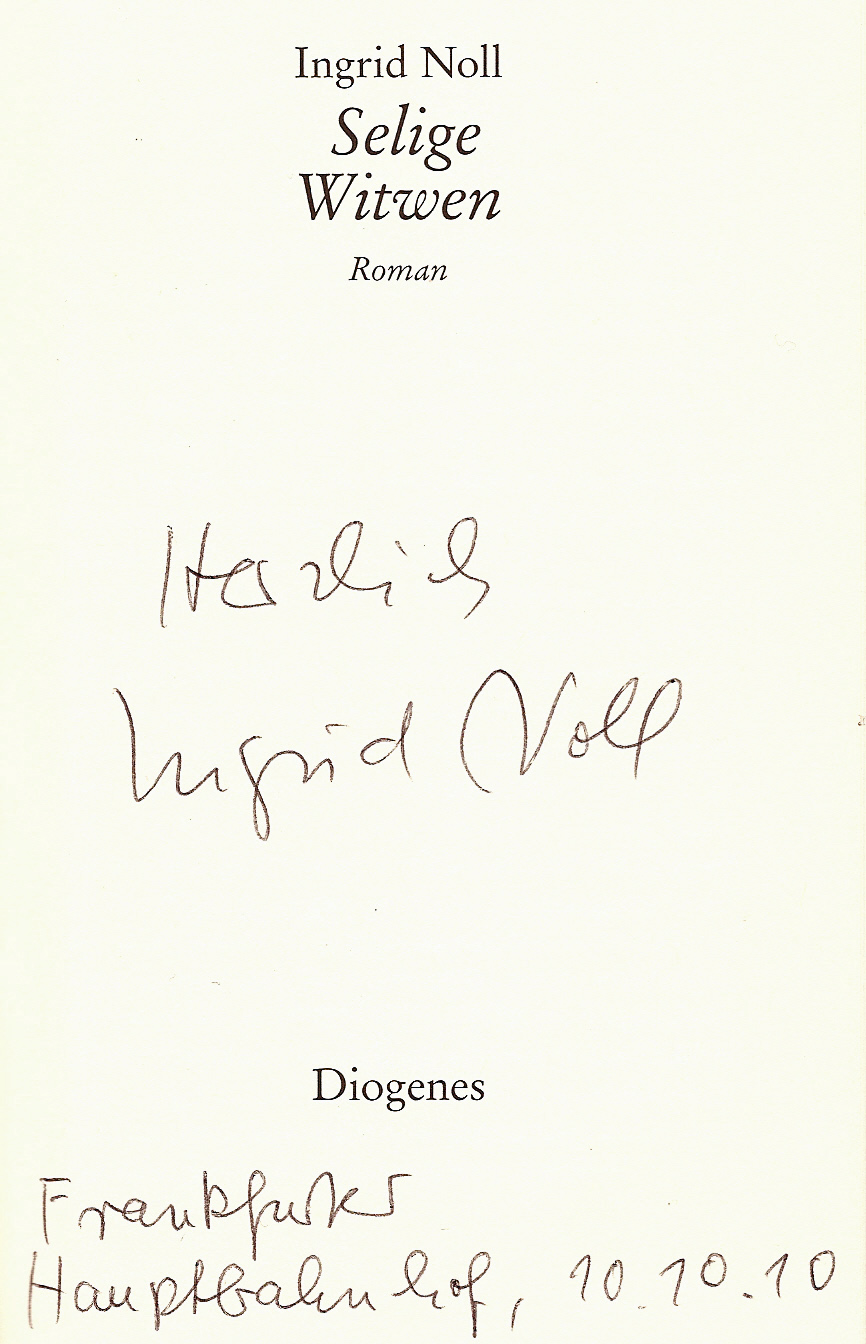
Autograph

- Der Hahn ist tot. Roman. Diogenes, Zürich 1991, ISBN 3-257-22575-X.
- Die Häupter meiner Lieben. Roman. Diogenes, Zürich 1993, ISBN 3-257-22726-4.
- Die Apothekerin. Roman. Diogenes, Zürich 1994, ISBN 978-3-257-23896-9.
- Der Schweinepascha. In 15 Bildern. Kinderbuch. Diogenes, Zürich 1996, ISBN 3-257-23298-5.
- Kalt ist der Abendhauch. Roman. Diogenes, Zürich 1996, ISBN 3-257-23023-0.[Anm. 1]
- Der kleine Mord zwischendurch. 52 üble Kurzkrimis, geplant und ausgeführt von Ingrid Noll. Scherz, Bern 1997, ISBN 3-502-10368-2.
- Röslein rot. Roman. Diogenes, Zürich 1998, ISBN 3-257-23151-2. (Platz 1 der Spiegel-Bestsellerliste vom 12. bis zum 18. Oktober und vom 26. Oktober bis zum 1. November 1997)
- Selige Witwen. Roman. Diogenes, Zürich 2001, ISBN 3-257-23341-8.
- Rabenbrüder. Roman. Diogenes, Zürich 2003, ISBN 3-257-23454-6.
- Falsche Zungen. Gesammelte Geschichten. Diogenes, Zürich 2004, ISBN 3-257-23508-9.
- Ladylike. Roman. Diogenes, Zürich 2006, ISBN 978-3-257-05725-6.
- Kuckuckskind. Roman. Diogenes, Zürich 2008, ISBN 978-3-257-24012-2.
- Ehrenwort. Roman. Diogenes, Zürich 2010, ISBN 978-3-257-24095-5.
- Über Bord. Roman. Diogenes, Zürich 2012, ISBN 978-3-257-24259-1.
- Hab und Gier. Roman. Diogenes, Zürich 2014, ISBN 978-3-257-24311-6.
- Der Mittagstisch. Roman. Diogenes, Zürich 2015, ISBN 978-3-257-06954-9.
- Halali. Roman. Diogenes, Zürich 2017, ISBN 978-3-257-06996-9.
- Goldschatz. Roman. Diogenes, Zürich 2019, ISBN 978-3-257-07054-5.
- In Liebe Dein Karl. Geschichten und mehr. Diogenes, Zürich 2020, ISBN 978-3-257-07096-5.
- Kein Feuer kann brennen so heiß. Roman. Diogenes, Zürich 2021, ISBN 978-3-257-07115-3.
- Tea Time. Roman. Diogenes, Zürich 2022, ISBN 978-3-257-07214-3.
- Gruß aus der Küche. Roman. Diogenes, Zürich 2024, ISBN 978-3-257-07277-8.

## Verfilmungen
- 1993: Bommels Billigflüge von Claus-Michael Rohne; mit Rosemarie Fendel, Dominique Horwitz und Katerina Jacob
- 1997: Die Apothekerin, von Rainer Kaufmann; mit Jürgen Vogel, Richy Müller und Katja Riemann, die für ihre Rolle den Deutschen Filmpreis 1998 gewann
- 1999: Die Häupter meiner Lieben, von Hans-Günther Bücking; mit Christiane Paul, Heike Makatsch und Andrea Eckert
- 2000: Der Hahn ist tot (als TV-Film)
- 2000: Kalt ist der Abendhauch von Rainer Kaufmann; mit August Diehl und Fritzi Haberlandt, die dafür 2001 den Bayerischen Filmpreis als beste Nachwuchsdarstellerin gewann

## Würdigung
Am 10. November 2021 wurde der erste Ingrid-Noll-Weg im Beisein der Autorin an ihrem Wohnort Weinheim offiziell eingeweiht. In der Innenstadt können an dreizehn Stationen Besucher über einen QR-Code mit dem Smartphone der Autorin lauschen, die mit „ganz eigenen Stil und mit einem augenzwinkernd-subtilen Humor“ von Ort zu Ort führt. Ein roter Hahn, der an ihr Erstlingswerk Der Hahn ist tot erinnert, ist das Erkennungszeichen des literarischen Lehrpfades, welcher der erste dieser Art in der Region ist. Der Weg ist jederzeit zugänglich.